# الکساندر جوجو
الکساندر جوجو (انگلیسی: Alexander Jojo؛ زادهٔ ۱۱ فوریهٔ ۱۹۹۹) بازیکن فوتبال است.
وی همچنین در تیم ملی فوتبال زیر ۲۳ سال هنگ کنگ بازی کرده‌است.